# Абелич, Петар
Петар Абелич (хорв. Petar Abelić; 1828, Сплит — 21 августа 1883, Задар) — хорватский издатель, переводчик и государственный деятель.

## Биография
Переехав с родителями из своего родного города в Задар, он получил там образование и открыл книжный магазин. В 1857 году Абелич открыл своё книжное издательство «Knjigar-Izdavatelj», в котором он издал несколько книг на хорватском, перевёл с итальянского языка рассказы о Ходже Насреддине и опубликовал Иллирийско-итальянский словарь Драгутина Парчича. В 1859 году он опубликовал календарь для Королевства Далмация под названием «Dalmatinski koledar», известный как первый календарь на хорватском языке. В течение двадцати лет он был главой торгово-ремесленной палаты Задара, заместителем главы Задара и членом парламента Далмации от курии городов с 1876 по 1883 год.